# NGC 872
NGC 872 je galaksija u zviježđu Kit.

## Vanjske poveznice
- SEDS: NGC 872